# Barberino Val d'Elsa
Barberino Val d'Elsa es una localidad italiana de la ciudad metropolitana de Florencia, en la región de Toscana.
Fue un municipio independiente hasta el 31 de diciembre de 2018, en que fue disuelto y pasó a formar parte del municipio de Barberino Tavarnelle.

Ubicación de la localidad de Barberino Val d'Elsa en la antigua provincia de Florencia.

## Evolución demográfica
| Gráfica de evolución demográfica de Barberino Val d'Elsa entre 1861 y 2001 |
|                                                                            |
| Fuente ISTAT - Elaboración gráfica por parte de Wikipedia                  |